# پشت انسان
پشت انسان قسمت وسیعی از بدن انسان را تشکیل می‌دهد که از بالای باسن آغاز می‌شود و تا پشت گردن و شانه‌ها ادامه می‌یابد. و آن سطحی است در خلاف جهت سینه و همچنین ستون مهره‌ها در این ناحیه قرار دارند.

## آناتومی پشت

### ساختار اسکلتی پشت

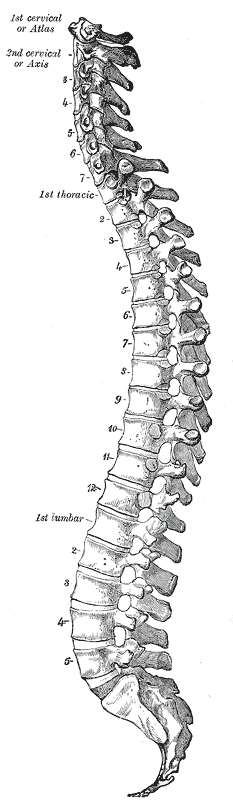
ستون فقرات

ویژگی عمدهٔ پشت، ستون مهره‌هاست که به صورت طولی از مهره‌های صدری تا مهره‌های کمر ادامه دارد.

### ماهیچه‌های پشت
ستون فقرات توسط هفت گروه ماهیچه، شامل ماهیچهٔ تراگذار که حرکت بین مهره‌های منفرد را تسهیل می‌کند، احاطه شده‌است.

### وظایف پشت
ساختار پیچیدهٔ پشت حمایت لازم از سر و بالاتنه را فراهم می‌کند.
قسمت پایینی پشت (مهره‌های کمر) انعطاف‌پذیری لازم برای خم و راست شدن را ایجاد می‌کند.

### درد پشت
پشت شامل اعصاب داخلی، استخوان‌ها، ماهیچه‌ها، تاندون‌ها و رباط هاست که هر کدام می‌توانند منشأ درد باشند. درد پشت دومین درد شایع در میان بزرگسالان است (اولین آن سردرد است).

### اعضای پشت
شش‌ها در قفسهٔ سینه قرار دارند و تا پشت قفسهٔ سینه گسترش یافته‌اند، و همین امر است که امکان شنیدن صدای تنفس از پشت را فراهم می‌کند.(گوش دادن به صدای تنفس از پشت در پزشکی و برای تشخیص بیماری، کاربرد فراوان دارد.)

### سطح پشت
پوست پشت انسان نسبت به قسمت‌های ضخیم‌تر است و همچنین پایانه‌های عصبی کمتری دارد. به نظر می‌رسد این قسمت موی کمتری نسبت به سینهٔ انسان دارد، هرچند که استثنائاتی نیز وجود دارد.
قسمت بالای مرکزی پشت، قسمتی است که اغلب انسان‌های معمولی نمی‌توانند به‌طور فیزیکی لمسش کنند و احساس خارش در این ناحیه یک مشکل- هر چند کوچک -محسوب می‌شود.